# Adriaan de Groot
Adrianus Dingeman de Groot (Santpoort, 26 oktober 1914 - Schiermonnikoog, 14 augustus 2006) was een Nederlands psycholoog, die werkte aan de Universiteit van Amsterdam als hoogleraar toegepaste psychologie van 1950 tot 1965 en hoogleraar grondslagen en methodenleer van de sociale wetenschappen van 1965 tot 1980. Nationaal is hij bekend geworden als grondlegger van de Cito-toets en als auteur van het standaardwerk Methodologie uit 1961, dat studenten en onderzoekers een samenhangend kader bood voor het hele proces van wetenschappelijk onderzoek, van theorievorming tot interpretatie van resultaten. Internationaal is hij vooral bekend door zijn baanbrekend onderzoek naar het Denken van den schaker uit 1946. De vertaling verscheen op aanraden van de latere Nobelprijswinnaar Herbert Simon in 1965 als Thought and choice in chess. Dit werk stond in de Verenigde Staten aan de basis van de zogenaamde cognitieve revolutie in de psychologie. De Groot wordt beschouwd als een van de belangrijkste Nederlands psychologen van de 20e eeuw.

## Biografie
In 1914 werd Adriaan de Groot geboren in een gezin met twee broers en twee zussen in Santpoort, waar zijn vader een drukke huisartspraktijk had. Van huis uit was het gezin Nederlands-hervormd. Zijn moeder had een sterke psychische intuïtie en zou Adriaans interesse wekken in psychologie. Zijn vader was meer de huisfilosoof. In 1926 ging Adriaan naar het Kennemer Lyceum in Overveen, waar hij onder andere biologieles kreeg van Jac. P. Thijsse. Hij was al op jonge leeftijd een goed schaker en in zijn jeugd klom hij op tot de beste schakers van Nederland. (Ook op latere leeftijd bleef De Groot schaken: zo won hij in 1968 de 28e editie van het Daniël Noteboom-toernooi in Leiden.)
Van kinds af aan heeft hij geaarzeld tussen de muziek en de wetenschap. Bij zijn eindexamen in 1932 stond hij voor de moeilijke keuze wat hij zou gaan studeren: klassieke muziek, filosofie, psychologie, geneeskunde - zoals zijn vader hem suggereerde - of didactiek.

### Studietijd in Amsterdam
In 1932 begon De Groot met de studie wiskunde en natuurkunde aan de Gemeente Universiteit van Amsterdam, tegenwoordig de Universiteit van Amsterdam. Die tijd was goed voor zijn algemeen wetenschappelijke vorming, stelde hij later zelf. Die vorming kwam met name van de universiteitsdocenten in de exacte vakken, en in het bijzonder van prof. Gerrit Mannoury en prof. dr. Jacob Clay. Sociaal wilde het niet zo vlotten bij wiskunde, en tot z'n kandidaats bracht hij daarom de meeste vrije tijd door met bridgen en schaken. In 1937 werd hij schaakkampioen van Amsterdam, en in 1939 maakte hij deel uit van het schaakteam dat Nederland vertegenwoordigde op de olympiade te Buenos Aires.
In de zomer van 1934 volgde De Groot lessen op de Internationale School voor Wijsbegeerte in Amersfoort, onder andere bij de socioloog Karl Mannheim en de psychologen Alfred Adler, Karl Bühler en Carl Gustav Jung. Na zijn kandidaats wiskunde stapte hij op de Universiteit van Amsterdam over naar psychologie. Hier was hij vooral geïnteresseerd in de denkpsychologie, de alfa-aspecten van het vak. In 1941 deed hij doctoraalexamen en slaagde hij cum laude.

### Promotie over "Het denken van den schaker"
In 1946 promoveerde De Groot cum laude tot doctor in de Wis- en Natuurkunde op het proefschrift "Het denken van den schaker". Dit werk, later in het Engels verschenen onder de titel "Thought and choice in chess", zou hem wereldfaam bezorgen, mede door de enthousiaste ontvangst van de latere Nobelprijswinnaar Herbert Simon, die speciaal hiervoor Nederlands leerde. De Groot promoveerde bij prof. dr. Géza Révész en werd ook door Nederlandse meesters als Max Euwe, Hans Kmoch en Nicolaas Cortlever met raad en daad terzijde gestaan. Zijn proefschrift was geïnspireerd door het werk van de denkpsycholoog Otto Selz en onderzocht de denkprocessen die optreden bij het schaken, onder andere bij Max Euwe. Hij onderzocht het geheugen van de schaakgrootmeesters en gemiddelde clubschakers, slechts gebruikmakend van een schaakbord en schaakklok. In een experiment zette hij een gangbare schaakstelling op het bord, en liet deze vijf seconden bekijken door beide spelers, waarna beiden de stelling moesten reconstrueren. Hetzelfde deed hij met een stelling waar de stukken willekeurig op het bord geplaatst waren. De grootmeesters reconstrueerde de schaakstelling veel beter, maar de randomstelling met eenzelfde foutenmarge als de clubschakers. Uit gelijksoortige experimenten concludeerde De Groot dat de cognitieve vaardigheden van de grootmeesters er vooral uit bestond, dat zij schaakstellingen beter konden bevatten als georganiseerd geheel, dan als een verzameling van losse schaakstukken.
De Groots proefschrift zou in de Verenigde Staten aan de basis staan van de zogenaamde cognitieve revolutie in de psychologie.

### Hoogleraar toegepaste psychologie en methodologie
Na zijn doctoraalexamen werkte De Groot enkele jaren als leraar wiskunde, en ook enige tijd als bedrijfspsycholoog. In 1948 begon hij aan de Universiteit van Amsterdam als lector Toegepaste psychologie. In 1950 kreeg hij een aanstelling als buitengewoon hoogleraar "Toegepaste psychologie en de toepassing van statistische methoden bij het psychologisch onderzoek", die in 1955 omgezet werd in een gewoon hoogleraarschap met dezelfde leerstelling. In 1965 kreeg hij een nieuwe leerstoel, "Methodenleer, inzonderheid van de toegepaste psychologie", die in 1970 werd uitgebreid tot "Grondslagen en methodenleer van de sociale wetenschappen". In 1950 deed hij zijn intrede met de rede "Het object der psychodiagnostiek", en vanaf zijn benoeming leverde De Groot scherpe kritiek op vele aspecten van de toenmalige psychologiebeoefening. De fenomenologische methode, de projectietest, het grafologisch oordeel en de klinische blik werden hard en met goede argumenten aangepakt.
De Groot ontpopte zich als vernieuwer van de Nederlandse onderwijsresearch. Zo was hij oprichter en eerste directeur van het Research Instituut voor Toegepaste Psychologie (RITP). Dit onderzoeksinstituut richt zich onder meer op de evaluatie van onderwijsdoelen en de analyse van het selectieproces. Tevens werkte hij aan projecten ter stimulering van de maatschappelijke vernieuwing in het onderwijsbestel. Samen met de onderwijspsycholoog Anton Sangers ontwikkelde hij de Cito-toets die landelijk werd ingevoerd. Zijn aanstelling bij de Universiteit van Amsterdam duurde tot 1970 en in die tijd kwamen zo'n dertig dissertaties onder zijn leiding tot stand; meer dan de helft van deze leerlingen is later zelf hoogleraar geworden. Enkele van zijn promovendi waren de psychologen Hans Crombag (rechtspsychologie), Don Mellenbergh, en Karel Soudijn, de informaticus Jaap van den Herik, en stedebouwkundige Hugo Priemus.
De Universiteit van Gent verleende hem in 1973 een eredoctoraat in de psychologische en pedagogische wetenschappen.
Volgens De Humanist (2006) moet De Groot toch vaak gedacht hebben dat hij in de verkeerde tijd was geboren. Terwijl hij zocht naar objectieve waarden in de psychologie, werd de universiteit overspoeld door een democratiseringsgolf. Hij werd daardoor “een rechtse bal”, die niets anders kon dan toegeven dat zijn klassenbewustzijn maar matig ontwikkeld was. Voor alternatieve psychiaters als 
R.D. Laing en Jan Foudraine – “de kruidendokters van deze tijd” – kon De Groot maar weinig sympathie opbrengen en dat maakte hem lange tijd tot een uitgestotene in sommige academische kringen.

### Emeritaat
Eind jaren 70 verhuisden De Groot en zijn vrouw Els van Embden naar Schiermonnikoog, waar ze een huisje gingen bewonen in de dorpsstraat. Zijn aanstelling werd verplaatst naar de Rijksuniversiteit Groningen. Het accent in zijn werk in die periode lag een tijd op de signifische begripsanalyse en op de forumtheorie. Op 84-jarige leeftijd werkte hij nog dagelijks aan het boek dat zijn magnum opus moest worden: over het forumwaarmerk van de wetenschap. In plaats van vruchteloze disputen te laten voortduren over absolute waarheden, die toch niet bestaan, zou een forum van leidende wetenschappers unaniem en naar beste weten een ‘waarheid’ moeten definiëren. Wie absolute waarheden claimt, vergeet volgens De Groot dat "de mens de maat is der dingen".

## Werk
De Groot was een zeer veelzijdig man. In zijn werk heeft De Groot zich op drie gebieden gemanifesteerd: de cognitieve psychologie, de methodeleer van de sociale wetenschap en de onderwijskunde. Op al deze gebieden heeft De Groot baanbrekend werk verricht. In het land van de alfa’s is, volgens De Humanist (2006), A.D. de Groot echter een vreemde eend in de bijt gebleven. Voor hem was psychologie geen slap gelul in oeverloze therapieën, maar een vak dat slechts kan bestaan bij de gratie van harde cijfers en statistieken. Dat hij talent had voor wiskunde heeft aan die opvatting ongetwijfeld bijgedragen. Maar De Groot had een wijde belangstelling, die veel verder ging dan de theorie. Als een van de eersten in Nederland werd hij gegrepen door de logisch-positivistische ideeën van de Wiener Kreis, en misschien is hij ook wel de eerste Nederlander, die Karl Popper heeft ontmoet".
Volgens Vittorio Busato was een wezenlijk uitgangspunt van De Groot de opvatting dat psychologen zich niet moeten beperken tot vrije speculatie – niet ongebruikelijk tot halverwege de 20e eeuw in de psychologie –, maar dat ze beweringen moeten staven. De ideeën daarover zette hij uiteen in de klassieker Methodologie. Hele generaties studenten sociale wetenschappen in Nederland zijn opgevoed met zijn empirische cyclus: observatie, inductie, deductie, toetsen, evaluatie.
Een andere belangrijke bijdrage was zijn werk op het gebied van selectie en beoordeling in het onderwijs. Dat moet volgens De Groot niet te veel aan leraren worden overgelaten. Objectieve tests geven een beter oordeel. Die ideeën uitte hij in een wetenschappelijke uitgave, die wederom een bestseller werd: Vijven en zessen. Daarin liet hij zien hoe onzuiver cijfers en oordelen van leraren vaak zijn, en pleitte hij voor de oprichting van een Centraal Instituut voor Toetsontwikkeling. Het CITO werd niet veel later opgericht. De Groot mag zich dus geestelijk vader van de Cito-toets noemen.

### Het denken van den schaker
In zijn promotieonderzoek betreffende "het denken van den schaker" (1946) werkte De Groot met de probleemstelling dat de psychologische zijde van het (schaak)spel een nog vrijwel onontgonnen gebied was gebleven. De schaakliteratuur was voor het grootste deel zuiver technisch georiënteerd: het ging om de partij en niet om de speler en zijn denkwijze. Over hun innerlijke ontwikkeling waren slechts spaarzame mededelingen te vinden "(...) en over de vraag hoe hun prestaties tot stand kwamen en waarop hun bekwaamheid berustte, heeft men zich eerst recht niet het hoofd gebroken."
In de psychologische vakliteratuur vond men volgens De Groot slechts enkele geschriften, die zich met de psychologie van het schaakspel bezighielden. Een eerste werkje, dat problemen op dit gebied behandelde, was het boek van de Franse pionier van het intelligentieonderzoek, Alfred Binet "Psychologie des grands calculateurs et joueurs d'échecs" uit 1894. Hij kwam tot de conclusie dat het vermogen om blind te spelen op drie fundamentele condities berustte: kennis en ervaring op schaakgebied (l'érudition); voorstellingsvermogen (l'imagination); en geheugen (la mémoire) (De Groot 1946, p. 2-3). Henri Bergson die een in 1902 verschenen artikel aan Binets resultaten wijdde, was veel instructiever. Bergson haalde het beroepsgeheugen van de schaker aan als voorbeeld van de werkzaamheid van een "schéma dynamique". Daaronder verstond hij een schematische representatie van een voorstellingscomplex, die zelf niet zozeer aanschouwelijk is, als wel ontwikkelbaar in aanschouwelijke voorstellingen. Van een dergelijk schema van het geheel gaat volgens Bergson iedere inspanningvergende denkoperatie uit - een opvatting, die de latere denkpsychologie vrijwel geheel heeft bevestigd (De Groot 1946, p. 4-5). Om tot een systematische analyse te komen heeft De Groot zich bediend van een gesloten psychologische theorie van het denken in het algemeen. De enige die (naast de verouderde associatietheorie) hiervoor in aanmerking kwam, was de denkpsychologie van Otto Selz (De Groot 1946, p. 10).
In zijn experiment moesten zowel grootmeesters als amateurschakers naar een schaakpositie kijken, en hun gedachten hardop uitspreken, terwijl De Groot deze opnam. Een opmerkelijke bevinding was dat bij grootmeesters de bepaling van de volgende zetten al in de eerste paar seconden van de reflectie plaatsvindt. De Groot definieerde hierdoor vier fases van het denkproces:
- De oriëntatiefase - hier bevatten sterke schakers de stelling en formuleren een algemeen idee van de te vervolgen weg.
- De exploratiefase - die is gekarakteriseerd door de analyse van concrete variaties.
- De onderzoeksfase - hier besluiten sterke spelers hun mogelijk beste zet.
- De testfase - waarbij de validiteit van de in de derde stap gemaakte keuze wordt heroverwogen.

Interessant genoeg bleek dat grootmeesters en amateurs niet substantieel verschilden in het aantal onderzochte alternatieven, of het aantal zetten dat vooruitgedacht werd. Wel bleken grootmeesters vrijwel altijd wat achteraf de beste zetten waren in hun overpeinzingen mee te nemen, terwijl amateurschakers deze objectief beste zetten regelmatig over het hoofd zagen.
De Groot besteedde bijzondere aandacht aan de rol van geheugen en visuele perceptie in deze processen, en hoe grootmeesters hun ervaring gebruikten om afgelopen en mogelijke stellingen af te tasten.
Herbert Simon was erg te spreken over dit werk. Hij hield zich bezig met de vraag hoe het vermogen van mensen om problemen op te lossen bestudeerd en beschreven kan worden. Hij probeerde computerprogramma's te schrijven om dit menselijk vermogen te simuleren. In het onderzoek van De Groot zag Simon een bevestiging van zijn idee dat het oplossen van problemen vooral beschreven kan worden als een zoekproces, waarbij men gebruikmaakt van analyses in termen van doelen en middelen.

### Elementaire en toegepaste psychologie
Een opmerkelijk artikel uit 1956 publiceerde De Groot in 1965 in boekvorm als Elementair begrip van de psychologie. Dit werk is in de jaren zestig gebruikt als leerstof voor eerstejaarsstudenten psychologie en pedagogiek. In deze publicatie is vooral gestreefd naar een ordening van gebieden, probleemstellingen, grondbegrippen en methoden. Volgens De Groot kan men de psychologie naar drie gezichtspunten indelen:
- naar maatschappelijk gezichtspunt,
- naar theoretisch gezichtspunt
- en naar school in de psychologie (De Groot 1965, p. 24).

Verder in dit werk neemt De Groot als vanzelfsprekend aan dat de samenhang tussen ons psychische leven en ons gedrag van wetmatige aard is. Het bestaan en de grote lijn hiervan is volgens hem voor ons zelf evident en in een wetenschappelijke psychologie van wetmatige aard. Het gaat erom "de wetten te leren kennen, die de twee werelden verbinden".

### Methodologie
In 1958 schreef De Groot het boek "Methodologie", dat het denken van generaties psychologen en pedagogen ingrijpend heeft beïnvloed. Het wetenschapstheoretisch kader van dit boek is het kritisch rationalisme van de filosoof Karl Popper. Dit werd voor de onderzoeker bruikbaar gemaakt door het te combineren met richtlijnen voor het formuleren van theorieën, het toetsen van hypothesen, het meten van variabelen, het verzamelen van gegevens en het interpreteren van onderzoeksresultaten. Deze cyclus wordt de empirische cyclus genoemd. Volgens Popper dient deze cyclus gericht te zijn op falsificatie. Men probeert hierbij niet een wetenschappelijke theorie te verifiëren, maar een theorie te weerleggen. Op deze wijze worden de zwakke takken van de theorie weggesnoeid en de sterkere aspecten verder uitgewerkt.
In Methodologie introduceerde De Groot een ander aspect van de wetenschapsontwikkeling: Het forum. Theorieën zijn geen wetten, die de werkelijkheid overstijgen, maar onderwerp van voortdurend kritisch gesprek tussen betrokken deskundigen. Deze discussie en de betrokkenen werden door De Groot, het wetenschappelijk forum genoemd. De juistheid van een theorie kan nooit worden vastgesteld, maar wel de instemming die de theorie geniet in het forum. De Groots idee van een forum uit 1958 is vergelijkbaar met Thomas Kuhns idee paradigma's uit zijn werk The Structure of Scientific Revolutions (1962). Hierin stelt Kuhn dat wetenschap niet geleidelijk evolueert maar door paradigmawisselingen sprongsgewijs verandert. Zo'n paradigma in de wetenschap is gegrondvest in de algemene acceptatie van een vergelijkbaar forum.
De Groot betoogde verder dat wetenschap valt te beschouwen als een van de vormen van wetenschappelijk denken. Research is net zoiets als bijvoorbeeld schaken of componeren. Het boek Methodologie biedt een verdere speurtocht naar de regels die onderzoekers in acht dienen te nemen om werk van acceptabel niveau te leveren. De Groot stelde vast dat er geen scherpe grens te trekken is tussen wetenschappelijk en onwetenschappelijk denken, maar er bestaan wel hulpmiddelen om scherper te redeneren. Het biedt een pleidooi voor onderzoek gebaseerd op kwantificering van kwalitatieve gegevens. Met deze stellingname kwam hij in conflict met de Utrechtse hoogleraar Langeveld, die een meer fenomenologische benadering voorstond.

### De empirische cyclus

Empirische cyclus volgens Jan van Eijck (1982) in vier fases

De empirische cyclus is ontwikkeld door De Groot en is een veelgebruikte fasering van onderzoek. Deze cyclus is kenmerkend voor de stappen van theoriegestuurd onderzoek. Ze bestaat uit de cyclus van het waarnemen, proberen en evalueren van het resultaat. Dit onderzoeksproces wordt geïnitieerd door een kennisprobleem.
Over de onderverdeling van de cyclus bestaan meerdere opvattingen. Zo zijn volgens Korzilius (2000) in de empirische cyclus vijf fasen te onderscheiden: observatie, inductie, deductie, toetsing en evaluatie. Van Eijck (1982) onderscheidde hier vier fases: voorspellen, toetsen, evaluatie en hypothese opstellen, zie figuur.

### Onderwijsbijdragen
In de jaren zestig heeft de Groot zich steeds meer op het onderzoek van onderwijs gespecialiseerd. Van zijn toegepast-psychologische publicaties gingen er vele tientallen over onderwijsproblemen, met name over selectie en doorstroming, evaluatie van onderwijseffecten, toetsingmethoden (studietoetsen ea.), het onderwijssysteem en de onderwijsresearch. Zijn meest spraakmakende werk is Vijfen en zessen uit 1966: een schotschrift tegen averechtse deskundigheid van onderwijzers en onderwijzeressen. Bij het beoordelen van leerlingen vertrouwden docenten te gemakkelijk op hun eigen inzichten. In dit werk richtte De Groot zijn kritiek op de examenpraktijk van ons onderwijs. De beoordelingen van onderwijsresultaten en de zak/slaag-beslissingen waren veel te subjectief en dienden te worden verbeterd.
Het boek heeft een ‘nogal opruiende, zo men wil provocerende strekking’, maar het is meer dan een pamflet. De Groot stelde de gangbare onderwijspraktijk van beoordelen, van rapportcijfers en het wegselecteren van leerlingen aan de kaak. Hij riep op tot een democratisch protest en onderwijsomwenteling. Verder onderbouwde hij zijn kritiek op het toenmalige beoordelingssysteem. Zo analyseerde hij de tekortkomingen van het beoordelen op een lineaire schaal van 10 punten, de onbedoelde willekeur van de rapportvergadering waar wordt beslist over bevorderen en zittenblijven, en de onoplosbaar lijkende problemen met de lange studieduur en lage onderwijsrendementen.
Centraal Instituut voor Toetsontwikkeling (Cito)
Adriaan de Groot is een van de grondleggers van het Centraal Instituut voor Toetsontwikkeling (Cito). Twee jaar voor de oprichting verstrekte de gemeente Amsterdam het Research Instituut voor de Toegepaste Psychologie en het Nutsseminarium voor de Pedagogiek de opdracht studietoetsen te construeren voor het eind van het toenmalige lager (huidig basis) onderwijs. Deze meerkeuzetoetsen werden in het voorjaar van 1966 afgenomen; het gehele project werd uitvoerig gerapporteerd in het boek Amsterdamse schooltoetsen. Dit werk en het gezag van De Groot hebben ertoe geleid dat de overheid in 1968 het Cito heeft opgericht, waardoor de Amsterdamse schooltoetsen zijn overgegaan in de landelijke Cito-basisschooltoetsen.
In 1958 maakte De Groot een studiereis naar de VS naar een federaal instituut dat zich bezighield met het meten van leerprestaties. Hier kreeg De Groot het idee om leerlingen te testen aan de hand van meerkeuzevragen, een tot dan toe in Nederland onbekende methode. Bij thuiskomst begon De Groot met de voorbereidingen voor de oprichting van een Nederlandse versie van het ETS. Zeven jaar later was de Stichting voor Onderzoek van het Onderwijs (SVO) een feit. Professor Idenburg (onderwijskunde) werd de voorzitter van het bestuur en De Groot een van de bestuursleden. Op verzoek van het toenmalige Ministerie van Onderwijs en Wetenschappen boog de SVO zich vanaf 1966 over de mogelijkheden voor de oprichting van een centraal toetsingsinstituut. Een jaar later bracht de adviescommissie van de SVO een advies uit: de ‘Nota Oprichting Centraal Instituut voor Toetsontwikkeling'.
Het leerlingverslag
Bij de vakgebieden kunst en cultuur zijn leereffecten slecht te meten, omdat het bij deze vakken niet gaat om toetsbare kennis. Belangrijkere aspecten bij deze vakken zijn verkenning, inzicht, motivatie en vaardigheden. Om deze aspecten te kunnen beoordelen introduceerde onderwijskundige A.D. de Groot het zogenaamde leerlingverslag (learner report). De leerlingen doen hierin verslag van hun leerervaringen, van hun fundamentele ervaringen, aldus De Groot. Een ervaring is fundamenteel als zij door de lerende wordt herinnerd en gerapporteerd als belangrijk in de eigen ontwikkeling.
Over het hoger onderwijs
De Groot hield zich ook intensief bezig met het hoger onderwijs. In 1972 publiceerde hij het rapport Selectie voor en in het hoger onderwijs, waarin hij onder andere pleitte voor een selectieve propedeuse gevolgd door een selectievrije onderwijsperiode tot het eind van de studie. Over selectie in het hoger onderwijs wordt nu vrijelijk gesproken, maar selectie werd toen door diverse politieke groeperingen gezien als aantasting van het principe van algemeen toegankelijk onderwijs.
De Groot hield zich ook in de eigen omgeving van het Psychologisch Laboratorium uitvoerig bezig met het onderwijs. Samen met Bert Duijker introduceerde hij vernieuwingen in het onderwijs aan psychologiestudenten, die nu gemeengoed zijn, maar toen geheel nieuw waren. De propedeuse werd gemoderniseerd, een studiepuntensysteem werd ingevoerd, tentamens werden afgenomen in de vorm van meerkeuzetoetsen en werden voorafgegaan door proeftentamens; de colleges van De Groot werden ondersteund met getypte samenvattingen.

### Forumtheorie
In "Academie en Forum" sprak De Groot van onderwijsresearch naar Forumtheorie. Signifische begripsanalyse en de forumtheorie kunnen volgens hem worden gezien als een normatieve theorie van het wetenschappelijk denken. Het wetenschappelijk forum, een open verzameling van ter zake geëngageerde deskundigen, heeft als taak tot overeenstemming te komen over wat in empirisch-analytische aangelegenheden als waarheid geldt. De forumgedachte deed zijn intrede in het boek Methodologie. De Groots tweede oratie, Een minimale methodologie (1971) bevatte een uitwerking.
Wetenschapsfilosofen hebben De Groots waarheidsbegrip later als conventionalistisch betiteld. Zelf heeft hij er bij herhaling op gewezen dat er voor wetenschappers geen hogere instantie is om zich op te beroepen dan het wetenschappelijk forum zelf. Er is dus in die context ook geen hogere waarheid, hoe feilbaar het forum ook mag zijn. In zijn laatste boek, Het forumwaarmerk van wetenschap lag de nadruk op procedures ter versterking van de forumfunctie, speciaal noodzakelijk in de gammawetenschappen.

### Signifische begripsanalyse
Het boek Term, begrip, theorie (1986) stamde uit De Groots Groningse periode. Dit werk spitste zich toe op het analyseren van ingewikkelde begrippen, zoals intelligentie en kwaliteit in onderwijs en wetenschap. Begripsanalyse bestaat uit taalbezinning en vaardigheden in het analyseren en definiëren van begrippen. Kernfasen zijn: het specificeren van de contexten waarin de term wordt gebruikt, het vergelijken van de betekenissen in hun verschillende contexten en het ontwikkelen van een akkoorddefinitie die maximaal verenigbaar is met de verschillende gebruikscontexten.
Dit werk bouwde voort op inzichten uit de semantiek, en de significa of signifische beweging: de leer van de verstandhoudingsmiddelen was een specifiek Nederlandse vorm van wetenschapsbeoefening, waarin de grondlagen van de wiskunde en van de sociale wetenschappen centraal stonden. In Nederland is dit werk met name in de studie van het onderwijs verder ontwikkeld.